# Велика Китаївська вулиця
Вели́ка Кита́ївська ву́лиця — вулиця в Голосіївському районі міста Києва, місцевість Саперна слобідка. Пролягає від Саперно-Слобідської вулиці до вулиці Павла Грабовського.
Прилучаються Феодосійська вулиця та Стратегічне шосе.

## Історія
Вулиця виникла як шлях до селища Китаїв (колишній дальній кінець Великої Китаївської вулиці). Під сучасною назвою відома з середини XIX століття, при цьому траса вулиці фактично збігалася з теперішнім проспектом Науки (за винятком його відрізку між вулицями Голосіївською та Академіка Писаржевського), що був прокладений як її «випрямлений» варіант. У нинішніх межах — з 1969 року.

## Установи та заклади
- Відділення зв'язку № 28 (буд. № 6)
- Гімназія № 59 (буд. № 85)
- Бібліотека ім. М. Рильського Голосіївського району (буд. № 83)

## Пам'ятники та меморіальні дошки
На території гімназії № 59 встановлено пам'ятник Олександрові Бойченку, чиїм ім'ям було названо гімназію. Пам'ятник являє собою гранітне погруддя заввишки 0,95 м, висота постамента — 2,35 м, стилобата — 0,35 м. На пам'ятнику напис: «Народ, Батьківщина, їх інтереси були для мене над усе. О. Бойченко (1903–1950)». Відкритий у 1973 році, скульптор Віра Шатух.
Також на будівлі гімназії встановлено меморіальну дошку на честь професора, доктора педагогічних наук Тетяни Бугайко, яка працювала в цій школі у 1936–1947 роках.

## Особистості
У будинку № 103, корпус 2, жив український бібліограф Юрій Іванів-Меженко.

## Зображення

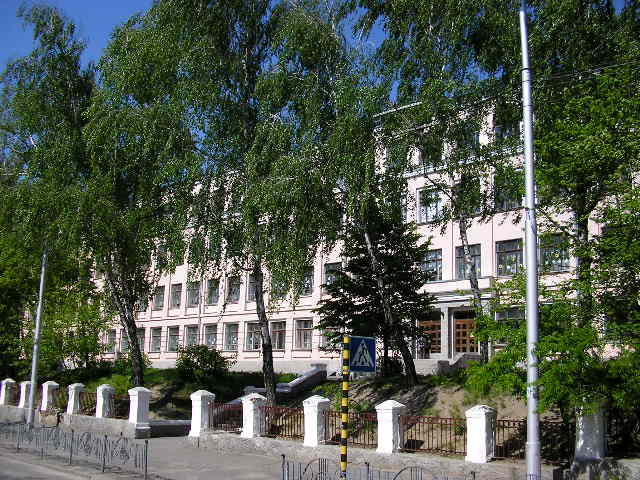
Будівля гімназії № 59